# Jorge Patricio Vega Velasco
Jorge Patricio Vega Velasco SVD (* 12. Juni 1957 in Santiago de Chile) ist ein chilenischer Ordensgeistlicher und römisch-katholischer Bischof von Valparaíso.

## Leben
Jorge Vega trat der Ordensgemeinschaft der Steyler Missionare bei, legte die Profess am 1. März 1983 ab und empfing am 22. Dezember 1984 die Priesterweihe. Sein kirchliches Studium der Philosophie absolvierte er am Päpstlichen Seminar von Santiago de Chile und das Studium der Theologie an der Päpstlichen Katholischen Universität von Argentinien in Buenos Aires. Dreizehn Jahre lang war Jorge Vega als Missionar in Angola in Afrika. Von 1997 bis 2003 war er Missionssekretär seines Ordens und von 2003 bis 2010 Nationaldirektor der Päpstlichen Missionswerke in Chile sowie Direktor der Zeitschrift Chile Misionero.
Papst Benedikt XVI. ernannte ihn am 20. Februar 2010 zum Prälaten von Illapel. Der Erzbischof von Santiago de Chile, Francisco Javier Kardinal Errázuriz Ossa, spendete ihm am 17. April desselben Jahres die Bischofsweihe; Mitkonsekratoren waren Rafael de la Barra Tagle SVD, emeritierter Prälat von Illapel, und Carlos Eduardo Pellegrín Barrera, Bischof von Chillán. Die Amtseinführung fand am 30. April 2010 statt.
Papst Franziskus ernannte ihn am 22. Oktober 2020 zum Konsultor des Päpstlichen Rates für den interreligiösen Dialog.
Am 8. Juni 2021 ernannte ihn Papst Franziskus zum Bischof von Valparaíso. Die Amtseinführung fand am 15. Juli desselben Jahres statt.